# ミライ・アクターズ・プロモーション
ミライ・アクターズ・プロモーション（現：MIRAI PICTURES JAPAN）は、日本の芸能事務所である。映画、演劇の製作、興行、配給を手掛ける株式会社MIRAIの事業部である。東京都港区東新橋に所在する。

## 概要
株式会社MIRAIの事業部ミライ・アクターズ・プロモーションとして映画、舞台、ミュージカル製作、ライブ、イベント開催、芸能プロダクションの運営などを行う。
キャスティングは日本テレビ、テレビ朝日、TBS、テレビ東京、フジテレビ、NHK等とBSチャンネル、CSチャンネル等にも実績がある。

## 沿革
- 2000年1月1日 - 東京都豊島区南池袋でミライ・アクターズ・プロモーションを始め、製作部門中心に音楽レーベルのMMEなども始める。映画や舞台、ミュージカルの製作や芸能プロダクションの運営、キャスティングを行う。
- 2006年8月1日 - 東京都港区東新橋に移転する。

## 所属者

### 主な所属俳優・タレント
- 堀川りょう[1]
- 島田陽子（partnership）
- 岡崎二朗
- 黒田アーサー（partnership）
- 大仁田厚（partnership）
- 山本陽一
- 佐野真白
- 岩田陽葵
- 原雅（劇団新世界主宰）
- 当麻創太
- 起代美
- 江添皓三郎
- 田内季宇
- 山本文香
- 元谷百合奈

### 過去に所属した俳優・タレント
- 新里宏太（→ビジョンファクトリー）
- 市來玲奈（元乃木坂46メンバー）、（現日本テレビアナウンサー）
- 西ノ入菜月（→AVILLA）（→アナウンサー）2018年4月より
- 広重沙織（Sharo）（→スタッフ・アップ）
- 深澤大河（→トリプルエー）
- 渡辺紘士
- 玉城裕規（→キティ）
- 古橋舞悠（アイドリング2）（→松竹芸能）
- フライデーズ（ふちゅうふみえ・ますのみゆき）（→松竹芸能）
- 立花このみ（→AVILLA）
- 高崎かなみ（CHOKi CHOKi GiRLS専属モデル）（→ エイジアプロモーション）
- 山本博子